# Тайшетський ВТТ ГУЛАГу
Тайшетський ВТТ ГУЛАГу (ТАЙШЕТСКИЙ ИТЛ ГУЛАГА) — підрозділ, що діяв в структурі Головного управління виправно-трудових таборів Народного комісаріату внутрішніх справ СРСР (ГУЛАГ НКВД) з 16.08.37 до 08.10.39 в м.Тайшет.

## Історія
На початку 30-х років на території Тайшетського району були створені спецпоселення для розкуркулених. Відправка мільйонів людей на спецпоселення (трудпоселення) стало наслідком державної політики спецколонізації, тобто освоєння необжитих і малообжитих районів країни за допомогою насильницьких переселень.
У жовтні 1932 Політбюро ЦК ВКПб затвердив постанову «Про будівництво БАМу». За проектувальниками маршруту в район почали надсилати будівельників — в'язнів таборів ГУЛАГу. І з 1937 року до 1964 Тайшет перетворився на один з численних островів «архіпелагу ГУЛАГ».
Тайшетський ВТТ ГУЛАГу іноді називають «Тайшетлаг», плутаючи з особливим табором, організованим 26 квітня 1943 року на базі Південного ВТТ. В'язні займались переважно лісозаготовками.

## Чисельність ув'язнених
- 01.01.38 — 13 333,
- 01.07.38 — 17 018,
- 01.10.38 — 14 583,
- 01.01.39 — 14 365,
- 01.01.40 — 6759